# Sand (Francia)
Sand è un comune francese di 1 160 abitanti situato nel dipartimento del Basso Reno nella regione del Grand Est.

## Società

### Evoluzione demografica
Abitanti censiti